# Aurela Gaçe
Aurela Gaçe (født 16. oktober 1974 i Llakatundi, Albanien) er en albansk sanger der repræsenterede Albanien ved Eurovision Song Contest 2011 i Düsseldorf, Tyskland med sangen "Kënga ime" (min sang), som opnåede en fjortendeplads i semi finale 1 og dermed ikke kvalificerede sig til finalen.

## Diskografi

### Album
- 1998 – Oh nënë
- 1998 – The Best
- 2001 – Tundu bejke
- 2001 – Superxhiro
- 2008 – Mu thane syte
- 2012 - Paraprakisht

### Singler
- 1993 - "Pegaso"
- 1994 - "Nuk mjafton"
- 1995 - "Nata"
- 1996 - "Me jetën dashuruar"
- 1997 - "Pranvera e vonuar"
- 1997 - "Fati ynë shpresë dhe marrëzi"
- 1998 - "E pafajshme jam"
- 1999 - "S’jam tribu"
- 2000 - "Cimica"
- 2001 - "Jetoj"
- 2007 - "Hape veten"
- 2008 - "Bosh"
- 2009 – "Mu thane syte"
- 2009 – "Jehonë" (feat. West Side Family)
- 2010 – "Origjinale" (feat. Dr. Flori & Marsel)
- 2010 - "Kënga ime"
- 2011 - "Feel the Passion"
- 2011 - "CA$H" (feat. Mc Kresha)
- 2012 - "Tranzit"
- 2012 - "Boom Boom Boom"
- 2012 - "Ja ke nge"
- 2013 - "Shpirt i shpirtit tim"
- 2013 - "Dua"